# Campionati mondiali di slittino su pista naturale 2023 - Singolo uomini
La gara di singolo uomini dei campionati mondiali di slittino su pista naturale 2023 si è disputata l'11 e il 12 febbraio 2023 presso l'impianto di Nova Ponente sulla lunghezza di tre manche. Hanno preso parte alla competizione 31 atleti di 11 nazionalità diverse. Un solo atleta non ha concluso tutte e tre le manche in programma. Solo i primi 25 classificati dopo la seconda manche sono stati ammessi alla discesa conclusiva.
Per la decima volta nella sua storia l'Italia ha portato a casa la medaglia d'oro nel singolo uomini grazie ad una splendida ultima manche di gara ad opera di Alex Gruber, al suo terzo oro mondiale individuale. L'italiano ha preceduto l'austriaco Michael Scheikl ed il campione del mondo in carica, Thomas Kammerlander.
Alex Gruber ha indossato una medaglia in questa specialità per il sesto mondiale consecutivo mentre l'Italia ha raggiunto il podio per la decima volta consecutiva.

## Podio
| Pos.    | Atleta              | Nazione | Tempo   |
| ------- | ------------------- | ------- | ------- |
| Oro     | Alex Gruber         | Italia  | 2'43"98 |
| Argento | Michael Scheikl     | Austria | 2'44"29 |
| Bronzo  | Thomas Kammerlander | Austria | 2'44"30 |

## Programma
| Data             | Ora (UTC+1) | Turno     |
| ---------------- | ----------- | --------- |
| 11 febbraio 2023 | 9:00        | 1ª manche |
| 12 febbraio 2023 | 9:00        | 2ª manche |
| 12 febbraio 2023 | 10:45       | 3ª manche |

## Situazione pre-gara

### Campioni in carica
I campioni in carica a livello mondiale ed europeo erano:
| Campione | Atleta                      | Tempo   | Data                               | Competizione  |
| -------- | --------------------------- | ------- | ---------------------------------- | ------------- |
| Mondiale | Thomas Kammerlander Austria | 2'24"82 | 14 febbraio 2021 Umhausen, Austria | Mondiali 2021 |
| Europeo  | Alex Gruber Italia          | 2'03"65 | 13 febbraio 2022 Lasa, Italia      | Europei 2022  |

### La stagione
Prima di questa gara, le competizioni di Coppa del Mondo avevano visto i seguenti risultati:
| Data             | Località     | Primo                       | Secondo                 | Terzo                                      |
| ---------------- | ------------ | --------------------------- | ----------------------- | ------------------------------------------ |
| 16 dicembre 2022 | Obdach       | Thomas Kammerlander Austria | Michael Scheikl Austria | Florian Clara Italia                       |
| 14 gennaio 2023  | Valgiovo     | Alex Gruber Italia          | Michael Scheikl Austria | Florian Clara Italia Fabian Brunner Italia |
| 15 gennaio 2023  | Valgiovo     | Thomas Kammerlander Austria | Alex Gruber Italia      | Fabian Brunner Italia                      |
| 29 gennaio 2023  | Nova Ponente | Patrick Pigneter Italia     | Alex Gruber Italia      | Thomas Kammerlander Austria                |

## Risultati
| Pos. | Atleta              | Nazione     | 1ª manche | 2ª manche | 3ª manche | Totale  | Distacco |
| ---- | ------------------- | ----------- | --------- | --------- | --------- | ------- | -------- |
|      | Alex Gruber         | Italia      | 54"55     | 54"75     | 54"68     | 2'43"98 |          |
|      | Michael Scheikl     | Austria     | 54"75     | 54"52     | 55"02     | 2'44"29 | +0"31    |
|      | Thomas Kammerlander | Austria     | 54"73     | 54"69     | 54"88     | 2'44"30 | +0"32    |
| 4    | Patrick Pigneter    | Italia      | 54"44     | 54"81     | 55"17     | 2'44"42 | +0"44    |
| 5    | Fabian Brunner      | Italia      | 55"08     | 54"89     | 54"90     | 2'44"87 | +0"89    |
| 6    | Florian Clara       | Italia      | 54"97     | 54"97     | 54"97     | 2'44"91 | +0"93    |
| 7    | Stefan Federer      | Svizzera    | 55"38     | 55"44     | 55"72     | 2'46"54 | +2"56    |
| 8    | Florian Markt       | Austria     | 56"05     | 56"15     | 56"24     | 2'48"44 | +4"46    |
| 9    | Miguel Brugger      | Austria     | 57"01     | 56"59     | 56"64     | 2'50"24 | +6"26    |
| 10   | Ziga Kralj          | Slovenia    | 56"37     | 56"67     | 57"22     | 2'50"26 | +6"28    |
| 11   | Lukas Mark          | Austria     | 56"92     | 56"87     | 56"77     | 2'50"56 | +6"58    |
| 12   | Bine Mekina         | Slovenia    | 57"05     | 57"39     | 57"44     | 2'51"88 | +7"90    |
| 13   | Vid Kralj           | Slovenia    | 57"49     | 57"72     | 57"57     | 2'52"78 | +8"80    |
| 14   | Jerome Almer        | Svizzera    | 57"44     | 58"12     | 58"13     | 2'53"69 | +9"71    |
| 15   | Matevz Vertelj      | Slovenia    | 58"26     | 58"13     | 58"50     | 2'54"89 | +10"91   |
| 16   | Gabriel Halcin      | Slovacchia  | 58"77     | 59"09     | 58"73     | 2'56"59 | +12"61   |
| 17   | Torrey Cookman      | Stati Uniti | 1'00"03   | 59"11     | 58"91     | 2'58"05 | +14"07   |
| 18   | Vincent Streit      | Germania    | 59"94     | 59"52     | 59"30     | 2'58"76 | +14"78   |
| 19   | David Rydl          | Rep. Ceca   | 59"88     | 1'00"16   | 1'00"41   | 3'00"45 | +16"47   |
| 20   | Tomas Hasek         | Rep. Ceca   | 1'00"35   | 1'00"84   | 1'01"14   | 3'02"33 | +18"35   |
| 21   | Jacob Sterk         | Stati Uniti | 1'01"49   | 1'00"50   | 1'00"64   | 3'02"63 | +18"65   |
| 22   | Samuel Halcin       | Slovacchia  | 1'00"81   | 1'01"30   | 1'01"34   | 3'03"45 | +19"47   |
| 23   | Zane Farnsworth     | Stati Uniti | 1'01"33   | 1'01"56   | 1'00"79   | 3'03"68 | +19"70   |
| 24   | Dominik Neupauer    | Slovacchia  | 1'03"41   | 1'01"30   | 1'02"49   | 3'07"20 | +23"22   |
| 25   | Shohei Tanaka       | Svizzera    | 1'04"13   | 1'04"80   | 1'04"37   | 3'13"30 | +29"32   |